# Struthof
Struthof es el nombre de una planicie en la cordillera de los Vosgos, sobre la ladera del monte Louise en el valle del río Bruche, a 60 km al oeste de Estrasburgo, en el término municipal de la comuna francesa de Natzwiller.
Desde principios del siglo XX, el paraje natural fue utilizado como estación de esquí, y frecuentado por la sociedad estrasburguesa que disponía de instalaciones hoteleras. En 1905 una fuerte tempestad provocó la destrucción de una gran parte de su patrimonio forestal.
Sin embargo, fue su proximidad a varios yacimientos de gres rosa de los Vosgos la que llamó la atención del geólogo Blumberg, coronel de la SS, tras la anexión del territorio al Tercer Reich en 1940, sirviendo para la construcción y operación del campo de concentración de Struthof-Natzweiler durante la II Guerra Mundial para el internamiento y exterminio de prisioneros, el único campo de estas características en Francia, hasta 1944. 
Desde el 3 de noviembre de 2005, el lugar también alberga el Centro Europeo del Resistente Deportado.